# Verwaltungsgemeinschaft Bernburg-Land
In der Verwaltungsgemeinschaft Bernburg-Land waren im sachsen-anhaltischen Landkreis Bernburg die Gemeinden Baalberge, Biendorf, Cörmigk, Gerlebogk, Peißen, Poley, Preußlitz, Wiendorf und Wohlsdorf zusammengeschlossen. Am 1. Januar 2005 wurde sie mit der Verwaltungsgemeinschaft Nienburg (Saale) zur neuen, (gleichnamigen) Verwaltungsgemeinschaft Nienburg (Saale) zusammengeschlossen.